# Deutscher Gründerpreis für Schüler:innen
Der Deutsche Gründerpreis für Schüler:innen (DGPS) ist eine Kategorie des Deutschen Gründerpreises und das bundesweit größte Existenzgründungs-Planspiel für Schüler:innen ab Klasse 9 an allgemein- und berufsbildenden Schulen. Der Wettbewerb wurde 1999 als „StartUp-Werkstatt“ ins Leben gerufen. Ziel ist es, jungen Menschen Mut zur Selbstständigkeit zu machen und wichtige Querschnittskompetenzen zu fördern. Die Inhalte sind an die Lehrpläne der Bundesländer angepasst und können optimal in den Unterricht integriert werden. Seit Gründung des Wettbewerbs haben bereits 92.500 Schüler teilgenommen.

## Ablauf
In der Spielphase von Januar bis Mai entwickeln die Schülerteams anhand von neun Aufgaben einen Businessplan inklusive Vertriebs- und Marketingstrategie. Mit dem Website-Baukasten von Kooperationspartner Jimdo können sie zudem eine Website nach ihren Vorstellungen erstellen. Während der gesamten Spielphase werden die Jugendlichen von einem Spielbetreuenden der Sparkasse, einer Lehrkraft sowie einem Unternehmenspaten aus der Wirtschaft individuell unterstützt.
Alle Teams, die die Mindestpunktzahl erreichen, werden nach Abschluss der Spielphase im Mai von der Jury beurteilt. Zunächst bewerten zwei voneinander unabhängige Juroren die Geschäftskonzepte der Schüler und vergeben Punkte. Darüber hinaus erhalten die Teams ein persönliches Feedback zu ihrer Arbeit. In einer dritten und letzten Juryrunde werden die zehn besten Teams von einer Expertenrunde ausgewählt.

## Preise
Die Top-Ten-Teams werden bei der bundesweiten Siegerehrung in Hamburg ausgezeichnet; das Siegerteam nimmt zusätzlich an der Verleihung des Deutschen Gründerpreises in Berlin teil.
Darüber hinaus werden die Plätze eins bis zehn zur „Gründerpreis Experience“ eingeladen, einem viertägigen Hackathon, der den Schüler ermöglichst ihre Geschäftsideen weiterzuentwickeln und auf die nächste Ebene zu bringen. Die Top-Ten-Teams erhalten in Workshops und Speeches neue Impulse für ihre Ideen und persönliche Einblicke in Gründungsgeschichten erfolgreicher Start-ups. Außerdem lernen die Teilnehmenden sich gegenseitig kennen und kommen mit den Partnern des DGPS in Kontakt.
Alle Teilnehmenden erhalten eine Teilnahmeurkunde. Darüber hinaus verleihen die jeweiligen Sparkassenverbände regionale Preise. Um die wichtige Rolle der Lehrkräfte im Planspiel hervorzuheben, wird im Rahmen des Wettbewerbs auch der "Lehrer des Jahres" ausgezeichnet. Die Nominierung erfolgt dabei durch die teilnehmenden Teams.

## Förderer
Initiatoren des Deutschen Gründerpreises sind die Zeitschrift Stern, das ZDF, die Sparkassen-Finanzgruppe und die Porsche AG. Der Schüler-Preis wird zusätzlich durch ein Kuratorium unterstützt, dem die Medienunternehmen Bertelsmann, Gruner + Jahr, die Süddeutsche Zeitung und die Versicherungen der Sparkassen angehören. Das Bundesministerium für Wirtschaft und Klimaschutz fördert den DGPS im Rahmen seines Initiativkreises „Unternehmergeist in die Schulen“.

## Deutscher Gründerpreis für Schüler:innen Alumni e.V.
Der Deutsche Gründerpreis für Schüler Alumni e.V. ist ein Alumni-Netzwerk, das allen Teilnehmenden des Wettbewerbs offensteht. Die Mitglieder profitieren von vielseitigem Networking, sowohl untereinander als auch mit den Partnern des Deutschen Gründerpreises.